# Frieda Goldman-Eisler
Frieda Goldman-Eisler (geboren als Frymet Leib 9. Juni 1907 in Tarnów, Österreich-Ungarn; gestorben 19. Januar 1982 in London) war eine österreichisch-britische Psychologin.

## Leben
Frymet Leib machte 1925 die Matura in Wien und studierte Germanistik und Psychologie an der Universität Wien. Sie wurde 1931 mit einer Dissertation über Johann Nestroy bei Hans Rupprich promoviert. Die Nebenfachprüfung in Psychologie legte sie bei Karl Bühler ab. Leib war in der Studentenorganisation der SPÖ aktiv und emigrierte nach der Etablierung der Austrofaschismus 1934 nach England. Ihre Eltern mussten nach dem Anschluss Österreichs 1938 ebenfalls emigrieren.
Sie heiratete 1934 den proletarischen Autor Willy Goldman (1910–2009) und erhielt die britische Staatsbürgerschaft. Die Ehe wurde später geschieden. 
Goldman-Eisler lebte von verschiedenen Jobs und studierte 1937/38 in London wieder Psychologie. Im Zweiten Weltkrieg erhielt sie Arbeit im Maudsley Hospital, in Forschungsprojekten und war kurzfristig auch in das seit 1937 laufende Projekt Mass-Observation eingebunden. In den 1950er Jahren begann sie mit psychologischen Experimenten zu Sprechsituationen, die die Grundlage für die Psycholinguistik legten. 1965 erhielt sie eine Stelle als Reader am University College London, wurde dort 1970 Professorin für Psycholinguistik und leitete die Abteilung für Phonetik und Linguistik.

## Schriften (Auswahl)

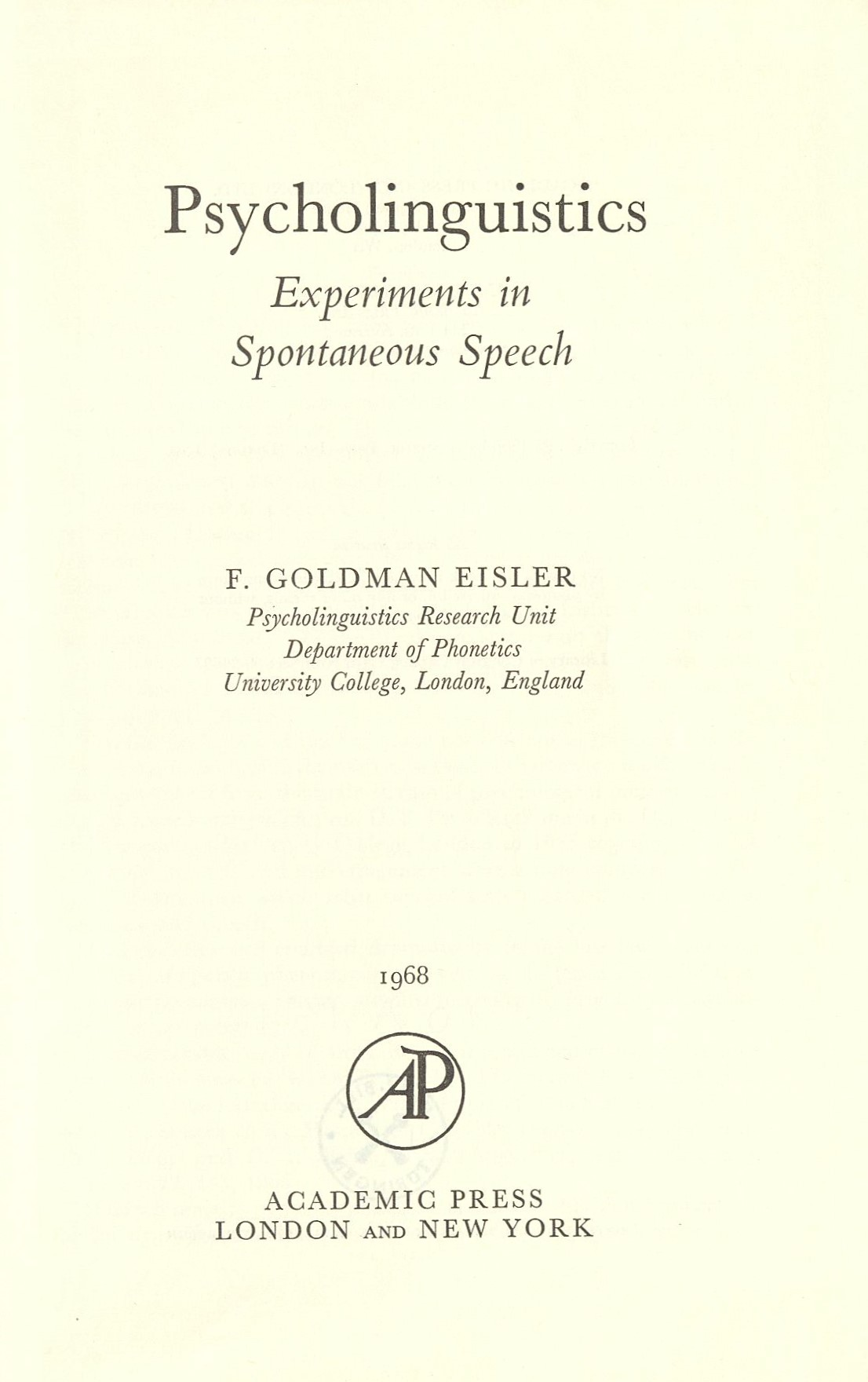
Psycholinguistics (1968)

- Frymet Leib: Die Gesellschaftssatire bei Nestroy. 1931. Dissertation Wien
- Frieda Goldman-Eisler: Psycholinguistics: Experiments in spontaneous speech. London : Academic Press, 1968
- mit P. Butterworth: Recent Studies of Cognitive Rhythm.